# Giovanni Battista Quarantotti
Giovanni Battista Quarantotti (ur. 27 września 1733 w Rzymie, zm. 15 września 1820 tamże) – włoski kardynał.

## Życiorys
Urodził się 27 września 1733 roku w Rzymie. Studiował na Collegio Romano, a następnie wstąpił do zakonu maltańskiego, kanonikiem bazyliki laterańskiej i klerykiem Kamery Apostolskiej. 8 marca 1816 roku został kreowany kardynałem in pectore. Promocja została ogłoszona na konsystorzu 22 lipca, a następnie nadano mu kościół tytularny Santa Maria in Ara Coeli. Od maja 1820 roku pełnił funkcję prefekta Trybunału Sygnatury Sprawiedliwości. Zmarł 15 września 1820 roku w Rzymie.